# Jógvan Sundstein
Jógvan Sundstein (ur. 25 maja 1933 w Thorshavn, zm. 8 lipca 2024 w Holbæk) – polityk farerski, aktywny w latach 1970–1993, który sprawował ważne funkcje w parlamencie Wysp Owczych. Był również premierem archipelagu w latach 1989–1991 oraz liderem Partii Ludowej (1980–1993).

## Życie prywatne
Jógvan urodził się 25 maja 1933 roku w stolicy archipelagu Wysp Owczych, Tórshavn, jako syn Johanny Maleny (z d. Jensen) oraz Hansa Jacoba Matrasa (z d. Joensen) Sundsteinów. Jego rodzice pobrali się w 1931 roku, a nazwisko zmienili dwa lata później. Powstało ono z pseudonimu Stein, jaki nosił Hans Jacob Matras oraz od końcówki nazwy miejscowości, z której pochodził – Hvannasund. Jego żona pochodziła zaś z Klaksvík. Sundstein ma pięć sióstr – Margretę, Agnas, Elisabet, Hannę oraz Marjun. Jego matka zmarła w wyniku pęknięcia podstawy czaszki, mając 64 lata (1974), a ojciec śmiercią naturalną w 1992, mając 92 lata.
W roku 1949 Jógvan Sundstein rozpoczął pracę, jako bankier, a później, od 1952 był księgowym do 1963. W roku 1958 zdobył licencjat w dziedzinie ekonomii i administracji, a w 1963 zdał egzamin na księgowego.
Jego żoną, od 21 lipca 1956 roku, była Lydia Sundstein (z d. Marsten), która pochodziła z Klaksvík. Mieli trójkę dzieci: syna Hansa Pauliego, oraz dwie córki: Rutt oraz Eivind.
20 czerwca 1990 roku został kawalerem orderu Dannebroga.
Od chwili odejścia od polityki był prezesem kilku firm i przedsiębiorstw, a w 2000 roku odszedł na emeryturę. Wraz z żoną przeniósł się do duńskiego miasta Holbæk w 2003 roku. Jako pierwszy polityk na Wyspach Owczych wydał swą autobiografię w 2008 roku.

## Kariera polityczna
Jógvan Sundstein po raz pierwszy został posłem lokalnego parlamentu Løgting w roku 1970, kiedy startował z okręgu wyborczego Eysturoy. Już wtedy był członkiem partii Fólkaflokkurin. Kolejne wybory również kończyły się dla niego sukcesem. Od roku 1978 startował z okręgu Suðurstreymoy (Południowa Streymoy). W roku 1980 został czwartym liderem Partii Ludowej, zastępując na tym stanowisku Hákuna Djurhuusa. Dwukrotnie wybierano go na przewodniczącego obradom Løgting w 1984 roku i w 1988, kiedy sprawował tę funkcję do 1989. W pierwszych latach rządów Sundsteina w partii odniosła ona sukcesy w kolejnych wyborach, w 1980 otrzymali sześć miejsc, w 1984 siedem, a w 1988 osiem miejsc w trzydziestodwuosobowym parlamencie.
Po wyborach z roku 1988 doszło do trudnej sytuacji, w której partie nie mogły dojść do porozumienia odnośnie do rządzącej koalicji. Dopiero 18 stycznia 1989 roku Jógvan Sundstein zjednoczył część polityków Tjóðveldisflokkurin (obecnie Tjóðveldi), Sjálvstýrisflokkurin oraz istniejącej jeszcze wtedy Kristiligi Fólkaflokkurin (dawniej Framburðsflokkurin) i utworzyć rząd. Wicepremierem został Signer Hansen Partii Republikańskiej, a prócz niego ministrami zostali: Anfinn Kallsberg (Partia Ludowa), Finnbogi Ísakson (Partia Republikańska), Karl Heri Joensen (Partia Niepodległościowa), Tordur Niclasen (Chrześcijańska Partia Ludowa).
Koalicja ta rozpadła się jednak już 22 czerwca i postanowiono o zawiązaniu innej, składającej się tym razem z trzech partii – prócz Fólkaflokkurin miały to być Tjóðveldisflokkurin oraz Sambandsflokkurin. Wicepremierem został ponownie Signer Hansen, a ministrami: Olaf Olsen (Partia Ludowa), Jógvan I. Olsen (Partia Unii), Ivan Johannesen (Partia Unii), Jóngerð Purkhús (Partia Republikańska). Koalicja ta przetrwała jednak bardzo krótko i Jógvan Sundstein podjął decyzję o rozwiązaniu rządu, rozpisując nowe wybory na listopad 1990 roku.
Wybory te zostały wygrane przez partię Javnaðarflokkurin, której politycy zdecydowali się o założeniu nowej koalicji wraz z Fólkaflokkurin. 15 stycznia 1991 roku Jógvan Sundstein przestał być premierem Wysp Owczych, a jego miejsce zajął Atli Dam. Sundstein znalazł się jednak w nowym rządzie, jako wicepremier i minister finansów oraz spraw wewnętrznych. Prócz niego w skład rządu weszli następujący politycy: Thomas Arabo (Partia Socjaldemokratyczna), Jóannes Eidesgaard (Partia Socjaldemokratyczna), Marita Petersen (Partia Socjaldemokratyczna), Svend Aage Ellefsen (Partia Ludowa), John Petersen (Partia Ludowa).
W roku 1993 zrezygnował z fotela przewodniczącego Partii Ludowej na rzecz Anfinna Kallsberga, rok później odszedł od polityki, nie zostając wybranym do nowego parlamentu w wyborach. Od 2003 roku mieszkał w Danii. Tam też zmarł rano 8 lipca 2024, w wieku 91 lat. 